# Boulder City
Boulder City ist eine Stadt im Clark County, Nevada, Vereinigte Staaten. Sie liegt an der Grenze zu Arizona in der Nähe des Lake-Mead-Erholungsgebietes, ungefähr 30 Kilometer von Las Vegas. Boulder City besitzt mit dem Boulder City Municipal Airport einen eigenen Flughafen. Ihren Ursprung verdankt sie dem Bau des Hoover Dam. Das U.S. Census Bureau hat bei der Volkszählung 2020 eine Einwohnerzahl von 14.885 ermittelt.
In der Nähe von Boulder City befindet sich das Solarwärmekraftwerk Nevada Solar One, das 2007 ans Netz ging.

## Geschichte
Boulder City wurde ursprünglich durch das Bureau of Reclamation errichtet, um als Siedlung für die Arbeiter zu dienen, die den Hoover Dam bauten. Die Stadt wurde vom Landschaftsarchitekten Saco Rienk DeBoer entworfen. Der Verkauf von Alkohol, die Mitgliedschaft in Gewerkschaften und alle Formen des Glücksspiels waren in der Stadt verboten. Das Bureau gab die Kontrolle über die Stadt erst im Jahre 1958 ab. Boulder City wurde offiziell als Stadt am 4. Januar 1960 konstituiert und der Stadtrat ernannte Robert N. Broadbent zum ersten Bürgermeister. Die Satzung der Stadt, die von den Einwohnern angenommen wurde, verbietet das Glücksspiel innerhalb der Stadtgrenzen; diese Regelung existiert noch immer und Boulder City ist damit neben Panaca die einzige weitere Lokalität in Nevada, in der Glücksspiele illegal sind. Der Verkauf von Alkohol wurde 1969 zugelassen.

## Verkehr
Der Boulder City Municipal Airport liegt 2 km südwestlich der Stadt.

## Geographie
Die Stadt hat eine Gesamtfläche von 524,9 km², bis auf 100 Hektar nur Landflächen. Boulder City ist damit die Stadt mit der größten Fläche in Nevada und an 35. Stelle in den Vereinigten Staaten.
Boulder City hält sein Wachstum unter strenger Kontrolle und erteilt maximal 120 Baugenehmigungen jährlich. Hotels dürfen maximal über 35 Zimmer verfügen.

## Klimadaten
|           | Monat   | Monat   | Monat | Tag       | Tag      | Tag       | Tag      |              |
|           | Max. °C | Min. °C | Ø °C  | Höchst °C | Datum    | Tiefst °C | Datum    | > 32 °C Tage |
| Januar    | 12,5    | 3,7     | 8,1   | 23,9      | 18.01.86 | − 11,7    | 22.01.37 | 0            |
| Februar   | 15,5    | 5,7     | 10,6  | 30,0      | 25.02.68 | − 11,1    | 01.10.33 | 0            |
| März      | 19,8    | 8,3     | 14,1  | 32,8      | 31.03.64 | − 3,9     | 01.03.64 | 0,1          |
| April     | 24,7    | 12,1    | 18,4  | 36,1      | 23.04.49 | − 0,6     | 27.04.32 | 2,0          |
| Mai       | 29,9    | 16,6    | 23,3  | 43,9      | 24.05.84 | 2,8       | 27.05.71 | 11,7         |
| Juni      | 35,5    | 21,3    | 28,4  | 45,6      | 22.06.54 | 5,0       | 01.06.80 | 24,1         |
| Juli      | 38,7    | 24,8    | 31,7  | 47,2      | 15.07.64 | 13,3      | 25.07.86 | 30,2         |
| August    | 37,5    | 24,1    | 30,8  | 44,4      | 01.11.33 | 15,0      | 31.08.57 | 29,8         |
| September | 33,7    | 20,6    | 27,1  | 43,3      | 01.01.50 | 6,1       | 30.09.82 | 21,0         |
| Oktober   | 26,6    | 14,7    | 20,7  | 37,8      | 01.02.00 | − 1,1     | 30.10.71 | 4,0          |
| November  | 18,1    | 8,1     | 13,1  | 32,2      | 01.06.34 | − 3,3     | 22.11.31 | 0            |
| Dezember  | 13,1    | 4,3     | 8,7   | 25,6      | 01.01.64 | − 12,8    | 23.12.90 | 0            |
|           |         |         |       |           |          |           |          |              |
| Frühjahr  | 24,8    | 12,4    | 18,6  | 43,9      | 24.05.84 | − 3,9     | 03.03.64 | 13,8         |
| Sommer    | 37,2    | 23,4    | 30,3  | 47,2      | 15.07.64 | 5,0       | 02.06.80 | 84,1         |
| Herbst    | 26,1    | 14,5    | 20,3  | 43,3      | 01.09.50 | − 3,3     | 22.11.31 | 24,9         |
| Winter    | 13,7    | 4,6     | 9,1   | 30,0      | 25.02.68 | − 12,8    | 23.12.90 | 0            |
|           |         |         |       |           |          |           |          |              |
| Jahr      | 25,4    | 13,7    | 19,6  | 47,2      | 15.07.64 | −12,8     | 23.12.90 | 122,8        |

## Demographie
Beim United States Census 2010 wurden 15.023 Einwohner gezählt, die in 6.385 Haushalten und 4.277 Familien lebten. Die Bevölkerungsdichte betrug 28,5/km². Es gab 6.979 Wohneinheiten, mit einer durchschnittlichen Dichte von 13,3/km². Die Bevölkerung bestand zu 94,54 % aus Weißen, 0,71 % African American, 0,72 % indianischer Abstammung, 0,71 % Asiaten, 0,16 % Pacific Islanders, 1,27 % entstammen einer anderen Ethnie und 1,88 % erklärten, von zwei oder mehr Ethnien abzustammen. Hispano oder Latino waren 4,34 % der Bevölkerung.
In 23,6 % der Haushalte lebten Kinder unter 18 Jahren und in 55,8 % der Haushalte lebten verheiratete Paare zusammen, 7,4 % der Haushalte hatten einen weiblichen Haushaltsvorstand ohne anwesenden Ehemann und 33,0 % des Haushalte bildeten keine Familien. 27,6 % aller Haushalte bestanden aus Einzelpersonen und in 13,1 % aller Haushalte lebte eine Person im Alter von 65 Jahren oder darüber allein. Die durchschnittliche Haushaltsgröße betrug 2,3 und die durchschnittlichen Familiengröße 2,79 Personen.
Die Altersstruktur der Bevölkerung bestand aus 20,4 % unter 18-Jährigen, 5,3 % im Alter von 18 bis 24, 21,3 % von 25 bis 44, 29,3 % von 45 bis 64 und 23,7 % waren 65 Jahre alt oder älter. Das Durchschnittsalter betrug 47 Jahre. Auf 100 Frauen kamen 97,8 Männer. Bei den über 18-Jährigen war das Verhältnis 100 Frauen zu 96,0 Männern.
Das durchschnittliche Einkommen pro Haushalt betrug 50.523 US-$ und das durchschnittliche Einkommen pro Familie war 60.641 US-$. Männer hatten ein durchschnittliches Einkommen von 42.041 US-$, das der Frauen betrug 30.385 US-$. Das Pro-Kopf-Einkommen betrug 29.770 US-$. Etwa 4,7 % der Familien und 6,7 % der Bevölkerung lebten unterhalb der Armutsgrenze, in der Altersgruppe der unter 18-Jährigen betraf dies 9,4 % und in der Gruppe derjenigen, die 65 Jahre alt waren oder älter, waren 5,3 % betroffen.

## Stadtverwaltung
Boulder City hat eine besondere Satzung und die Verwaltung erfolgt über einen fünfköpfigen Stadtrat, zu dem der Bürgermeister gehört, der dem Stadtrat vorsitzt. Der Stadtrat ernennt einen City Manager, der die Beschlüsse und Weisungen des Stadtrates ausführt.

## Freizeit
Boulder City verfügt über zwei Golfplätze: den „Boulder Creek Golf Course“ und den „Cascata Golf Course“. Hinzu kommen ein Schwimmbad, Tennisplätze, Sportplätze und ausgedehnte Wanderwege. Der erste kommunale Flugplatz Nevadas ermöglicht Starts und Landungen von Privatflugzeugen, Skydiving und Aussichtsflüge zur Hoover-Talsperre und zum Grand Canyon.

## Bildung
Boulder City hat vier öffentliche Schulen. Die Boulder City High School besuchen 700–750 Schüler der Klassenstufen 9 bis 12. Die Garrett Middle School dient den Klassenstufen 6 bis 8, King Elementary School verfügt über die Klassenstufen 3 bis 5 und die Mitchell Elementary School deckt die untersten Klassenstufen ab. In Boulder City gibt es auch eine Dependance des Community College of Southern Nevada.

## Sehenswürdigkeiten

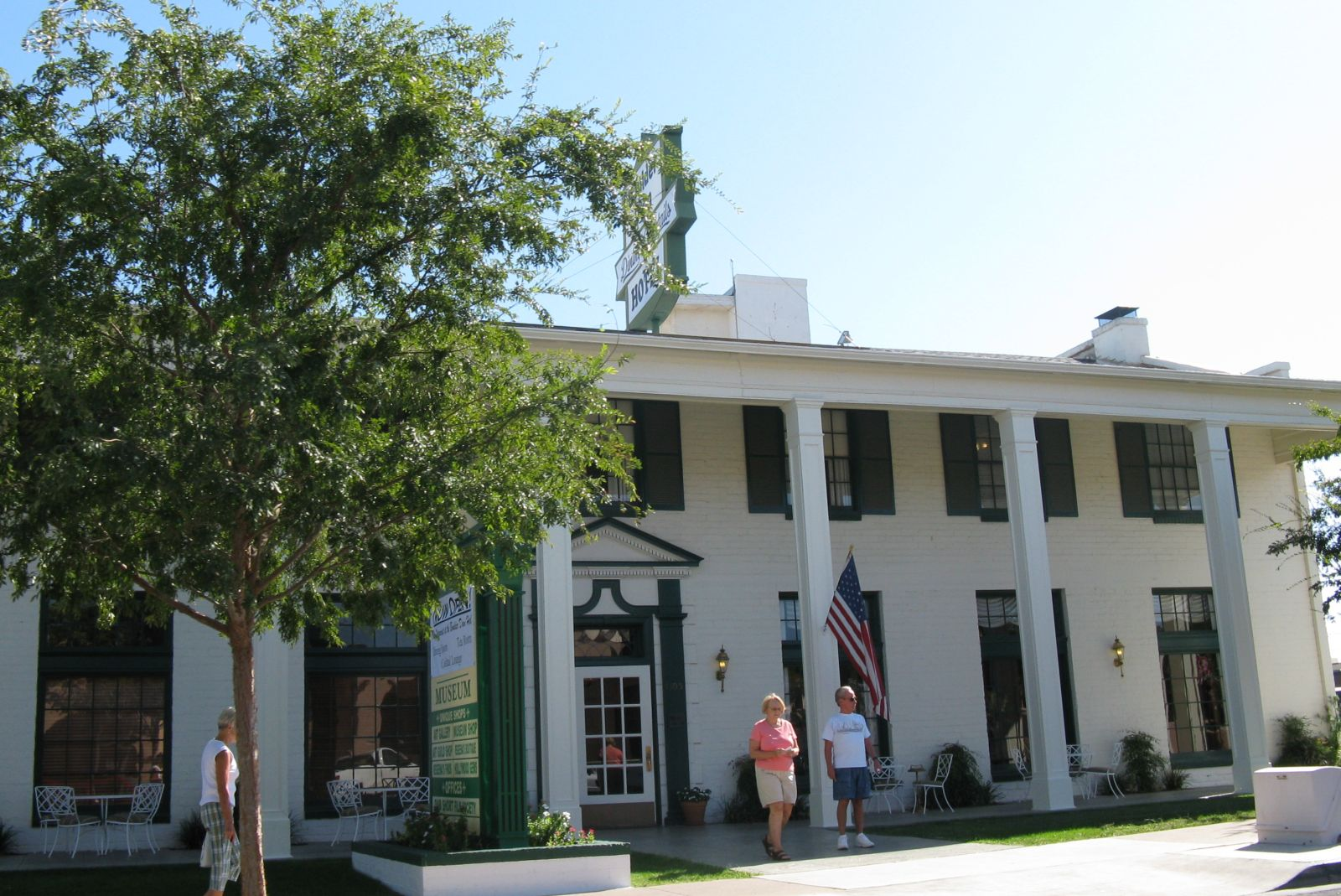
Boulder Dam Hotel

Die Nähe des Hoover Dam spiegelt sich im Zentrum von Boulder City wider; das Boulder Dam Hotel ist nach dem früheren Namen des Staudammes benannt und beherbergt das Boulder City/Hoover Dam Museum. Auch die örtliche Handelskammer nutzt den Staudamm zur Werbung und die Stadt richtet jährlich ein Kurzfilmfestival aus, das den Namen Dam Short Film Festival trägt.
Weitere Sehenswürdigkeiten sind:
- Alan Bible Botanical Garden
- Lake Mead
- Bootleg Canyon

## Nachweise
1. ↑  Explore Census Data Total Population in Boulder City city, Nevada. Abgerufen am 7. Februar 2023.
2. ↑  https://wrcc.dri.edu/